# Berryz Kobo
A Berryz Kobo (Berryz 工房; Hepburn: Berryz Kōbō) japán lányegyüttes, melyet 2004-ben hozott létre Cunku.

## Történet

### 2002–2004
2002-ben indult a Hello! Project Kids. Ebben az évben a későbbi Berryz Kobo-t alkotó tagok közül Szudó Másza és Szugaja Riszako tagjai lettek a 4KIDS-nek, mely lehetőséget adott számukra, hogy a „Minimoni the movie Okashi na daibouken!” című filmben szerepelhessenek. 2003-ban Nacujaki Mijabi tagja lett az Aa! nevű formációnak, míg Cugunaga Momoko a ZYX-be került.

### 2004–2007
Először 2004 január 14-én jelentek meg csapatként, a Hello! Project Club Event-en, ezután 3 hónap leforgása alatt megjelent három kislemezük. Nyáron megjelent debütáló albumuk, melynek címe „1st Chou Berryz”, bemutatkozó koncertjük pedig márciusban zajlott. 2005 szeptemberében bejelentették, hogy Isimura Maiha elhagyja a csoportot és a Hello! Project-et is, hogy jobban koncentrálhasson tanulmányaira. Kilépésre október 2-án került sor. 2007 áprilisában a zenekar kétszer egymás után teltházas koncertet adtak a Saitama Super Arena-ban, megdöntötték a Morning Musume rekordját, ők lettek a legfiatalabb itt fellépő csapat, hiszen a tagok átlagéletkora nem haladta meg a 14 évet.

### 2009–2010
2008 április 12-én megjelent Dschinghis Khan című kislemezük, ami amellett, hogy a legtöbbet eladott kislemez a csapat életében, az első feldolgozás-kislemezük is, ráadásul az eredeti dalnak Mándoki László és Késmárky Marika révén magyar vonatkozásai is vannak. Ebben az évben ők képviselték Japánt a w-ind és Cuchija Anna mellett az Asia Song Festival 2008-on Dél-Koreában, és bezsebelték az Asia New Comer díjat is, a SHINee-val egyetemben. Megnyerték a 41. Nippon Yuusen Taishou Ongaku Shoujushou „Wired Music Prize” díját, melyet, mint az emberek által leginkább kedvelt dalok előadói vehettek át. Ezen kívül felléptek a Sharan Q fennállásának 20. évfordulója alkalmából rendezett koncerten is. 2009 április 25. tartották 100. koncertjüket, és ebben az évben ejtették meg első fanklub turnéjukat Hawaiin. 2010-ben a csapat kapott egy hivatalos blogot.

### 2010–2013
2011-ben felléptek a Sakura Con-on Seattle-ben, és 25. kislemezük, a „Heroine ni narou ka” az Oricon lista első helyén nyitott, ami az első ilyen volt a csapat fennállása óta.
2012-ben a csapat minden tagja kapott egy-egy hivatalos blogot, de Simizu Szakié, mint vezetőé megőrizte prioritását.
2013 májusában Nacujaki Mijabit kinevezték a csapat alvezéréve.

### 2014–2015
Március 3-án ünnepelték a csapat 10. születésnapját. Az év augusztusában a Berryz Kobo tagjai a Nakano Sun Plaza-ban bejelentették, hogy határozatlan időre felfüggesztik tevékenységeiket. A hivatalos dátumot, 2015. március harmadikát ősszel hozták nyilvánosságra, ez volt a tavaszi koncertturnéjuk utolsó állomása.
Novemberben megjelenő utolsó kislemezük a “Romace wo katatta/Towa no uta” 77+ ezres eladási számával megdöntötte a csapat saját rekordját.

## Tagok
| Név                                                       | Születési dátum     | Szín         | Megjegyzések                     |
| --------------------------------------------------------- | ------------------- | ------------ | -------------------------------- |
| Simizu Szaki (清水 佐紀; Hepburn: Saki Shimizu)           | 1991. november 22.  | Sárga        | Vezető, főtáncos, énekes, rapper |
| Cugunaga Momoko (嗣永 桃子; Hepburn: Momoko Tsugunaga)    | 1992. március 6.    | Rózsaszín    | Főénekes, főtáncos               |
| Tokunaga Csinami (徳永 千奈美; Hepburn: Chinami Tokunaga) | 1992. május 22.     | Narancssárga | Énekes                           |
| Szudó Maasza (須藤 茉麻; Hepburn: Maasa Sudou)            | 1992. július 3.     | Kék          | Visual, főtáncos, énekes         |
| Nacujaki Mijabi (夏焼 雅; Hepburn: Miyabi Natsuyaki)      | 1992. augusztus 25. | Lila         | Alvezető, főénekes, rapper       |
| Kumai Jurina (熊井 友理奈; Hepburn: Yurina Kumai)         | 1993. augusztus 3.  | Zöld         | Főénekes                         |
| Szugaja Riszako (菅谷 梨沙子; Hepburn: Risako Sugaya)     | 1994. április 4.    | Piros        | Főénekes, legfiatalabb           |

### Korábbi tagok
| Név                                               | Születési dátum    | Szín       | Megjegyzések |
| ------------------------------------------------- | ------------------ | ---------- | ------------ |
| Isimura Maiha (石村 舞波; Hepburn: Maiha Isimura) | 1992. november 10. | Világoskék |              |

## Diszkográfia

### Kislemezek
| #  | Cím | Kiadási dátum           | Slágerlistás helyezések   |
| #  | Cím | Kiadási dátum           | Oricon heti kislemezlista |
| -- | --- | ----------------------- | ------------------------- |
| 1  | "Anata Nashi de wa Ikite Yukenai" (あなたなしでは生きてゆけない) | 2004. március 3.        | 18                        |
| 2  | "Fighting Pose wa Date ja Nai!" (ファイティングポーズはダテじゃない!, Faitingu Pōzu wa Date ja Nai!) | 2004. április 28.       | 25                        |
| 3  | "Piriri to Yukō!" (ピリリと行こう!) | May 26, 2004. május 26. | 37                        |
| 4  | "Happiness (Kōfuku Kangei!)" (ハピネス～幸福歓迎！～, Hapinesu ~Kōfuku Kangei!~) | 2004. augusztus 25.     | 20                        |
| 5  | "Koi no Jubaku" (恋の呪縛) | 2004. november 10.      | 13                        |
| 6  | "Special Generation" (スッペシャル ジェネレ～ション, Supesharu Jenerēshon) | 2005. március 30.       | 7                         |
| 7  | "Nanchū Koi o Yatterū You Know?" (なんちゅう恋をやってるぅ YOU KNOW?) | 2005. június 8.         | 13                        |
| 8  | "21ji made no Cinderella" (21時までのシンデレラ, Nijū-ichi-ji made no Shinderera) | August 3, 2005          | 13                        |
| 9  | "Gag 100kaibun Aishite Kudasai" (ギャグ100回分愛してください, Gyagu Hyakkaibun Aishite Kudasai) | 2005. november 23.      | 19                        |
| 10 | "Jiriri Kiteru" (ジリリ キテル) | 2006. március 29.       | 6                         |
| 11 | "Waratchaō yo Boyfriend" (笑っちゃおうよ BOYFRIEND) | 2006. augusztus 2.      | 15                        |
| 12 | "Munasawagi Scarlet" (胸さわぎスカーレット, Munasawagi Sukāretto) | 2006. december 6.       | 11                        |
| 13 | "Very Beauty" | 2007. március 7.        | 11                        |
| 14 | "Kokuhaku no Funsui Hiroba" (告白の噴水広場) | 2007. június 27.        | 4                         |
| 15 | "Tsukiatteru no ni Kataomoi" (付き合ってるのに片思い) | 2007. november 28.      | 6                         |
| 16 | "Dschinghis Khan" (ジンギスカン, Jingisu Kan) | 2008. március 12.       | 5                         |
| 17 | "Yuke Yuke Monkey Dance" (行け 行け モンキーダンス, Yuke Yuke Monkī Dansu) | 2008. július 9.         | 4                         |
| 18 | "Madayade" | 2008. november 5.       | 6                         |
| 19 | "Dakishimete Dakishimete" (抱きしめて 抱きしめて) | 2009. március 11.       | 8                         |
| 20 | "Seishun Bus Guide / Rival" (青春バスガイド/ライバル, Seishun Basu Gaido/Raibaru) | 2009. június 3.         | 4                         |
| 21 | "Watashi no Mirai no Danna-sama / Ryūsei Boy" (私の未来のだんな様/流星ボーイ) | 2009. november 11.      | 5                         |
| 22 | "Otakebi Boy Wao! / Tomodachi wa Tomodachi Nanda!" (雄叫びボーイ WAO!/友達は友達なんだ!) | 2010. március 3.        | 3                         |
| 23 | "Maji Bomber!!" (本気ボンバー!!, Maji Bonbā!!) | 2010. július 14.        | 6                         |
| 24 | "Shining Power" (シャイニング パワー, Shainingu Pawā) | 2010. november 10.      | 7                         |
| 25 | "Heroine ni Narō ka!" (ヒロインになろうか!, Hiroin ni Narō ka!) | 2011. március 2.        | 7                         |
| 26 | "Ai no Dangan" (愛の弾丸) | 2011. június 8.         | 11                        |
| 27 | "Aa, Yo ga Akeru" (ああ、夜が明ける) | 2011. augusztus 10.     | 7                         |
| 28 | "Be Genki (Naseba Naru!)" (Be 元気＜成せば成るっ!＞) | 2012. március 21.       | 9                         |
| 29 | "Cha Cha Sing" | 2012. július 25.        | 6                         |
| 30 | "Want!" | 2012. december 19.      | 3                         |
| 31 | "Asian Celebration" (アジアン セレブレイション, Ajian Serebureishon) | 2013. március 13.       | 8                         |
| 32 | "Golden Chinatown / Sayonara Usotsuki no Watashi" (ゴールデンチャイナタウン/サヨナラ ウソつきの私, Gōruden Chainataun/Sayonara Usotsuki no Watashi)                                                            | 2013. június 19.        | 6                         |
| 33 | "Motto Zutto Issho ni Itakatta / Rock Érotique" (もっとずっと一緒に居たかった/ROCKエロティック , Motto Zutto Issho ni Itakatta/ROCK Erotikku)                                                                  | 2013. október 2.        | 4                         |
| 34 | "Otona na no yo! / 1oku 3zenman Sō Diet Ōkoku" (大人なのよ！／1億3千万総ダイエット王国 , Otona na no yo! / Ichioku Sanzenman Sō Daietto ōkoku)                                                                 | 2014. február 19.       | 4                         |
| 35 | "Ai wa Itsumo Kimi no Naka ni / Futsū, Idol 10nen Yatterannai Desho!?" (愛はいつも君の中に／普通、アイドル10年やってらんないでしょ！ , Ai wa Itsumo Kimi no Naka ni / Futsuu, Idol 10nen Yatteran Nai desho!?) | 2014. június 4.         | 3                         |
| 36 | "Romance o Katatte / Towa no Uta" (ロマンスを語って/永久の歌) | 2014. november 12.      | 2                         |

### Albumok
- 1st Chō Berryz (2004)
- Dai 2 Seichōki (2005)
- 3 Natsu Natsu Mini Berryz (2006)
- 4th Ai no Nanchara Shisū (2007)
- 5 (Five) (2008)
- 6th Otakebi Album (2010)
- 7 Berryz Times (2011)
- Ai no Album 8 (2012)
- Berryz Mansion 9kai (2013)

## Díjak

### Asia Song Festival
| Év   | A jelölés tárgya | Kategória            | Eredmény |
| ---- | ---------------- | -------------------- | -------- |
| 2008 | Berryz Kobo      | Legjobb ázsiai újonc | Elnyerte |

### Japan Cable Awards
| Év   | A jelölés tárgya  | Kategória         | Eredmény |
| ---- | ----------------- | ----------------- | -------- |
| 2008 | "Dschinghis Khan" | Cable Music Award | Elnyerte |
| 2008 | "Dschinghis Khan" | Grand Prix*       | Jelölve  |

## Fordítás
- Ez a szócikk részben vagy egészben  a   Berryz Kobo című angol Wikipédia-szócikk fordításán alapul.  Az eredeti cikk szerkesztőit annak laptörténete sorolja fel. Ez a jelzés csupán a megfogalmazás eredetét és a szerzői jogokat jelzi, nem szolgál a cikkben szereplő információk forrásmegjelöléseként.